# Uppland
 Ikke at forveksle med Oppland.
Uppland (Upland) er en historisk provins (landskap) i Svealand i det østlige Sverige. 12 676 km², 1 757 151 indbyggere (2023). Amter (län): Uppsala län og (del af) Stockholms län. 
De største byer er Stockholm (indgår også i Södermanland), Uppsala, Solna, Norrtälje, Sundbyberg og Enköping.
60°N 18°Ø / 60°N 18°Ø